# Економіка Гаїті

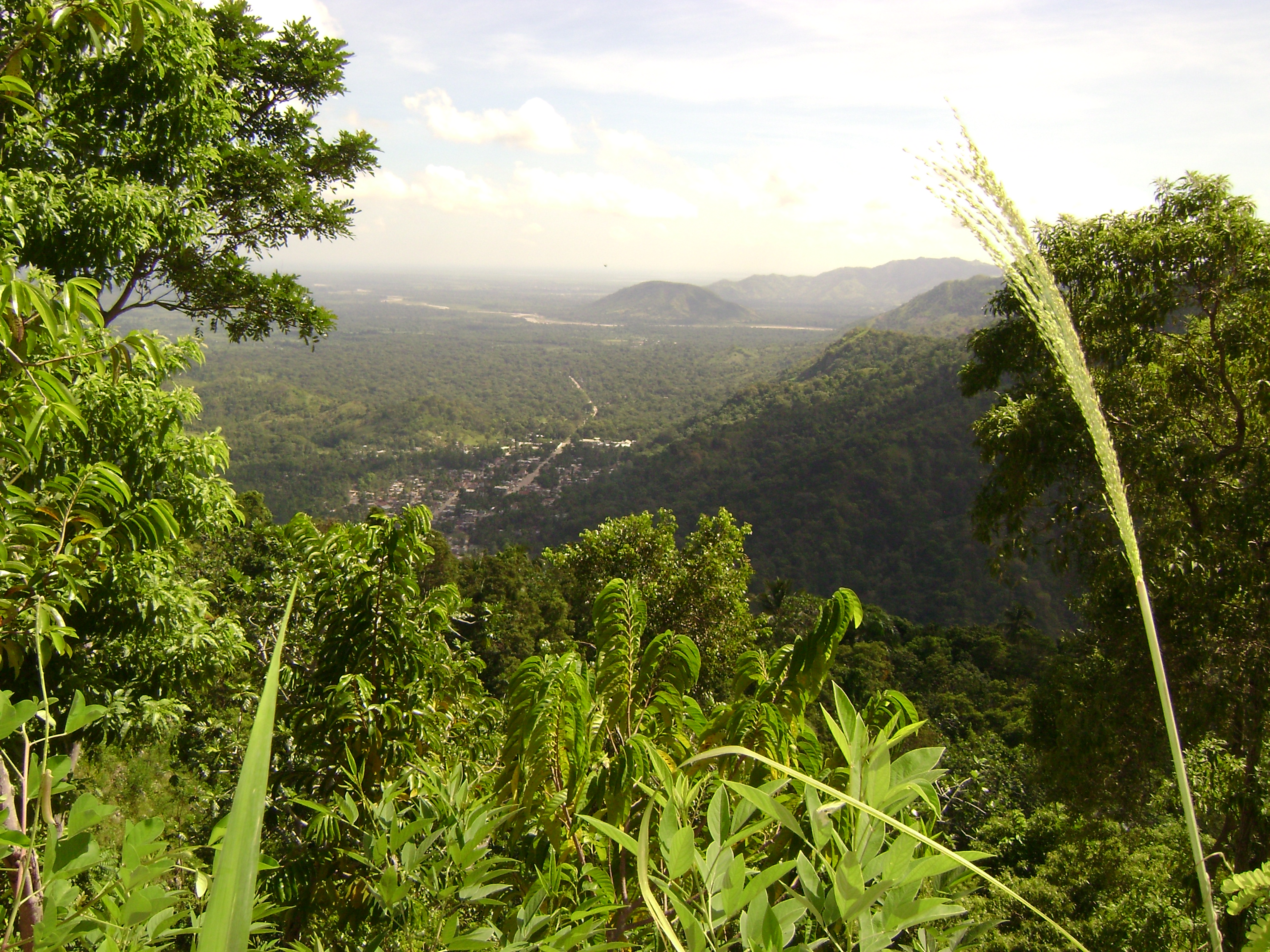
ландшафти Гаїті

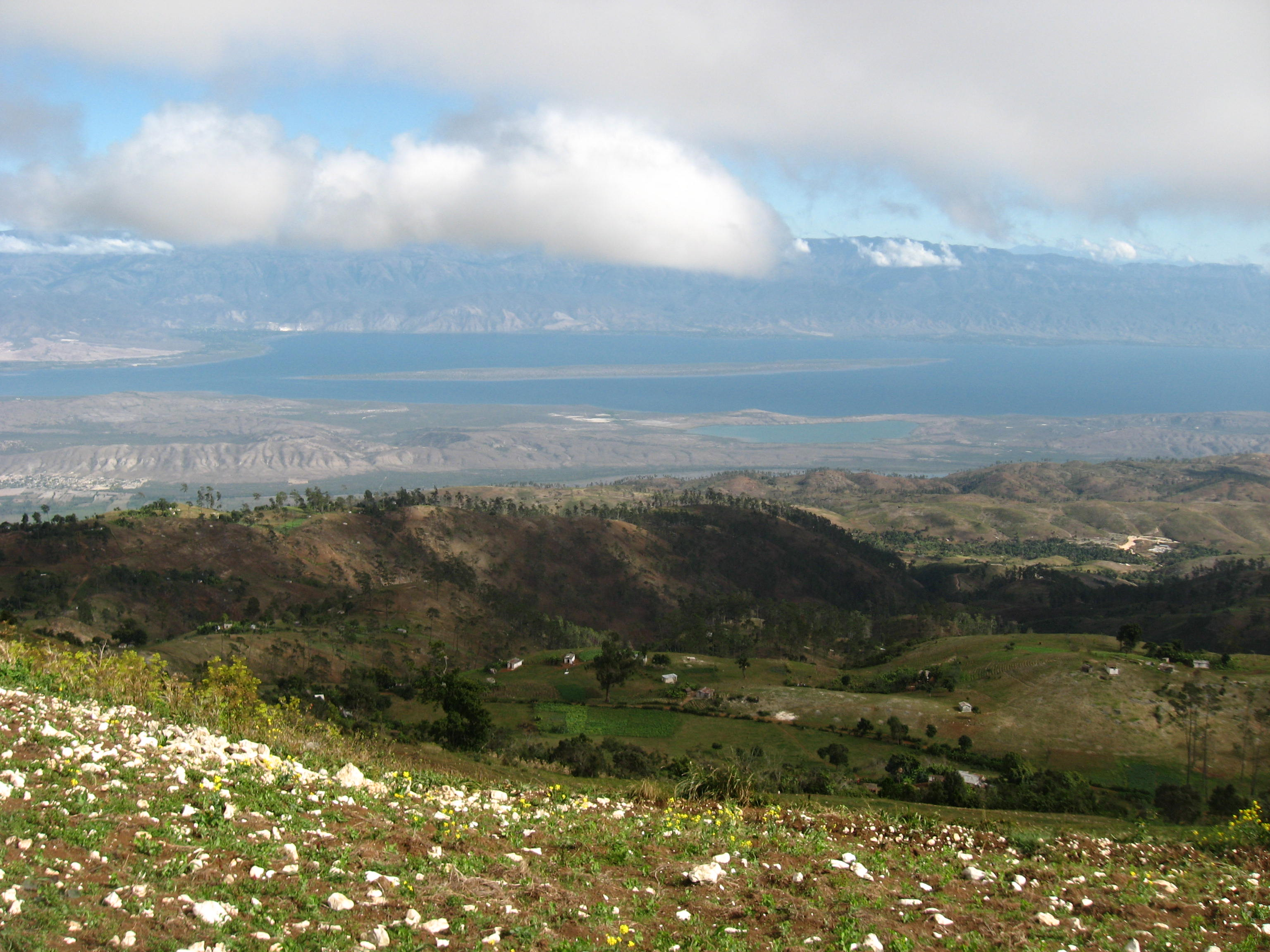

Республіка Гаїті — надзвичайно відстала країна в Центральній і Південній Америці та одна з найбідніших держав світу. 60% населення безробітні, 50% — неписьменні, 4/5 населення живуть за межею бідності. СНІДом заражені 6% населення — 5% сільського, 12% міського.

## Адміністративний поділ
Гаїті поділяється на 10 департаментів.
Департаменти поділяються на 41 округ та 133 комуни.

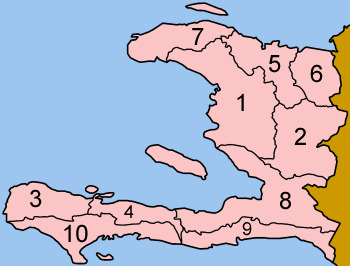
Республіка Гаїті

- 1 — Артибоніт
- 2 — Центральний
- 3 — Гранд-Анс
- 4 — Ніп
- 5 — Північний
- 6 — Північно-Східний
- 7 — Північно-Західний
- 8 — Західний
- 9 — Південно-Східний
- 10 — Південний

## Економічна історія
У колоніальний період Гаїті експортувала культури плантацій — бавовна, кава, какао. Спеціалізація на експорті сільськогосподарських продуктів зберігається і нині.
До 70-х років промисловість Гаїті була представлена дрібними підприємствами легкої та харчової промисловості, що виготовляли текстиль, цемент, фарби, мило, взуття та переробну сільськогосподарську продукцію.
У 70-х роках на острові були побудовані експортоорієнтовані підприємства з виробництва електроніки, іграшок і взуття. Туризм став грати важливу роль в економіці країни, проте в 80-х роках потік туристів скоротився через поширення СНІДу і через нестабільну політичну ситуацію.
|    | Рік  | ВВП, млрд.$ | ВВП на душу населення, $ | Інфляція |
| -- | ---- | ----------- | ------------------------ | -------- |
| 1  | 1980 | ▲ 8.037     | ▲ 1.482                  | ▲ 18     |
| 2  | 1981 | ▲ 8.526     | ▲ 1.544                  | ▼ 8.1    |
| 3  | 1982 | ▲ 8.709     | ▲ 1.550                  | ▲ 8.5    |
| 4  | 1983 | ▲ 9.074     | ▲ 1.586                  | ▲ 8.8    |
| 5  | 1984 | ▲ 9.475     | ▲ 1.627                  | ▼ 8.1    |
| 6  | 1985 | ▲ 9.850     | ▲ 1.661                  | ▲ 8.5    |
| 7  | 1986 | ▲ 10.049    | ▲ 1.665                  | ▬ 8.5    |
| 8  | 1987 | ▲ 10.246    | ▲ 1.667                  | ▼ −5.0   |
| 9  | 1988 | ▲ 10.657    | ▲ 1.714                  | ▲ 2.9    |
| 10 | 1989 | ▲ 10.738    | ▼ 1.693                  | ▲ 10.9   |
| 11 | 1990 | ▲ 11.268    | ▲ 1.740                  | ▲ 20.4   |
| 12 | 1991 | ▲ 11.882    | ▲ 1.802                  | ▼ 19.0   |
| 13 | 1992 | ▼ 11.510    | ▼ 1.712                  | ▲ 21.3   |
| 14 | 1993 | ▼ 11.136    | ▼ 1.623                  | ▼ 18.8   |
| 15 | 1994 | ▼ 10.014    | ▼ 1.428                  | ▲ 37.4   |
| 16 | 1995 | ▲ 11.230    | ▲ 1.566                  | ▼ 30.2   |
| 17 | 1996 | ▲ 11.917    | ▲ 1.624                  | ▼ 21.9   |
| 18 | 1997 | ▲ 12.443    | ▲ 1.747                  | ▼ 16.2   |
| 19 | 1998 | ▲ 12.856    | ▲ 1.766                  | ▼ 13.5   |
| 20 | 1999 | ▲ 13.395    | ▲ 1.801                  | ▼ 8.0    |
| 21 | 2000 | ▲ 13.806    | ▲ 1.817                  | ▲ 11.0   |
| 22 | 2001 | ▲ 13.900    | ▼ 1.802                  | ▲ 16.7   |
| 23 | 2002 | ▲ 14.156    | ▼ 1.785                  | ▼ 9.6    |
| 24 | 2003 | ▲ 14.513    | ▲ 1.798                  | ▲ 26.7   |
| 25 | 2004 | ▼ 14.333    | ▼ 1.744                  | ▲ 28.3   |
| 26 | 2005 | ▲ 14.917    | ▲ 1.783                  | ▼ 16.8   |
| 27 | 2006 | ▲ 15.604    | ▲ 1.832                  | ▼ 13.1   |

## Сільське господарство

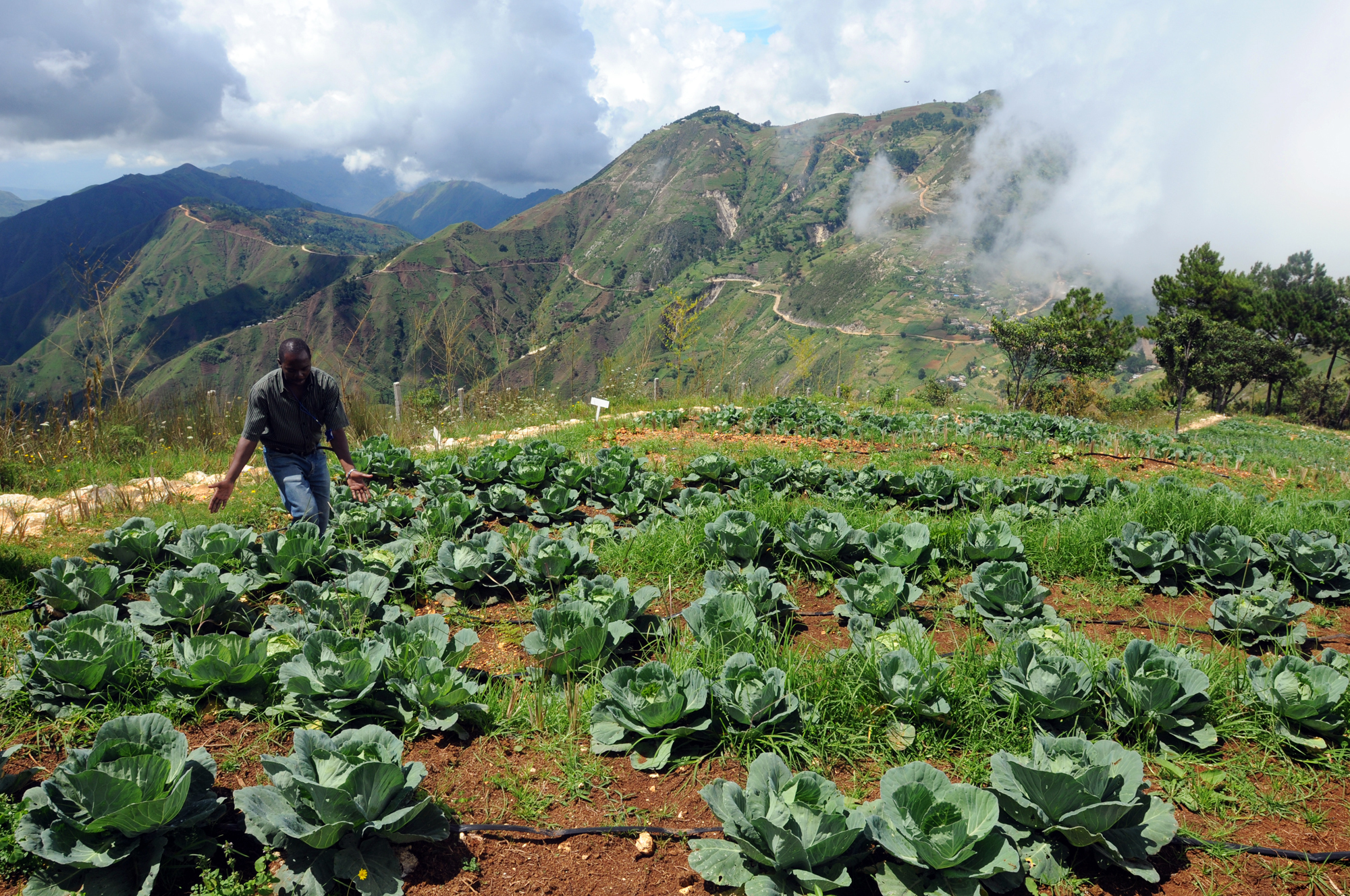

У сільському господарстві зайнято дві третини населення. Оброблювані землі становлять третину території країни. Безземельні селяни складають майже половину сільського населення. Обробка землі ведеться примітивними засобами. Розвиток сільського господарства утруднено через умови ландшафту — добре зрошувані землі знаходяться в гірських районах, що не дозволяє розгортати великі господарства, а рівнини занадто посушливі. Кава, бавовна і какао-боби — основні продукти експорту Гаїті. Для внутрішнього споживання вирощуються також картопля, рис, просо, банани, кукурудза.

## Промисловість
На Гаїті знайдені родовища золота, бокситів, молібдену і міді, але вони слабо освоєні і добуваються в малій кількості. Добувна промисловість не грала істотної ролі в промисловості країни. Головні галузі промисловості — харчова, цементна і д.р.

## Транспорт
Протяжність автомобільних доріг становить приблизно 4 тис. кілометрів, але більша їх частина не має твердого покриття і тому вони непридатні в сезон дощів. Між головними містами країни прокладені дороги з твердим покриттям, є залізниці.

### Аеропорти
- всього — 14 , в тому числі:
  - з твердим покриттям — 4
  - без твердого покриття — 10

### Автомобільні дороги
- всього — 4160 км, у тому числі:
  - з твердим покриттям — 1011 км
  - без твердого покриття — 3149 км

### Найбільші порти
- Жакмель, Жеремі, Кап-Аїтьєн, Ле-Ке, Мірагоан, Пор-де-Пе, Порт-о-Пренс, Сен-Марк.

## Комунікації
- Телефонні лінії — 145 300 .
- Мобільні стільникові телефони — 140 тисяч. Внутрішній зв'язок незадовільний. Послуги міжнародного зв'язку лише трохи кращі. Код — 509. Є 1 наземна супутникова станція Інтелсат (Атлантичний океан).
- Радіомовні станції :
  - AM — 41
  - FM — 26.
- Телевізійні мовні станції — 2 (і кабельна служба телебачення) (1997).
- Інтернет-код країни — .ht
- Кількість користувачів Інтернету — 650 тис. (2006 рік).

## Фінанси
Грошова одиниця Гаїті — ґурд (HTG). Емісію здійснює Банк Республіки Гаїті. Золотовалютні резерви Гаїті складають приблизно 80640000 доларів, зовнішній борг — 1,2 млрд, отримання економічної допомоги — 150 млн.

## Торгівля
- Експорт: $ 493 млн
- Статті експорту: текстиль, кава, какао
- Партнери по експорту: США 80%, Домініканська республіка 7,6%, Канада 3%
- Імпорт: $ 1548000000
- Статті імпорту: продовольство, машини і устаткування, паливо
- Партнери по імпорту: США 46,5%, Нідерландські Антильські острови 11,9%, Бразилія 3,8%

## Туризм
Щороку Гаїті відвідують близько 400 тис. туристів. Країна приваблює їх своєю природою (територія острова вважається однією з найбагатших видовим складом рослинності серед усіх островів Карибського моря). Популярним напрямком є піший туризм в національних парках Макайя і Ла-візит. Є також декілька кінних маршрутів, які зазвичай прокладаються по гірських районах. Розвинуті безліч видів активного морського відпочинку — плавання, дайвінг, сноркелінг, віндсерфінг та ін.
Найпопулярнішою серед туристів є столиця Гаїті Порт-о-Пренс. Головні пам'ятки: готель Олоффсон, розташований в колоніальному особняку XIX ст., собор Катедраль-де-Порт-о-Пренс, собор Нотр-Дам, собор Катедраль-де-Сан-Триніті, площа Героїв незалежності, статуя Невідомого раба, форт Сан-жак, Національний Палац, замок Лаферьєр, особняки Гіндербред і Делфі, Національна бібліотека і будівля Національного архіву, Національний музей, Музей національного пантеону і Музей гаїтянського мистецтва коледжу Сен-Пьер.
Друге за відвідуваністю місто Кап-Аїтьєн. Палац Сан-Сусі лежить в оточенні вишуканих садів на південній околиці міста. Найкращий час для відпочинку на Гаїті — зимовий період, коли погода помірно тепла, а вологість невисока.